# Rachel Wahba
Rachel Wahba é uma escritora indiana-americana de origem iraquiana que escreve sobre tópicos relacionados com os judeus sefarditas e mizrahim, e além disso, e psicoterapeuta em prática privada em São Francisco, Califórnia, Condado de Marin. Ela tem escrito extensamente sobre a experiência traumática de sua mãe durante o Farhud, o pogromo levado a cabo contra a população judia de Bagdá em junho de 1941.

## Primeiros anos
Rachel Wahba nasceu o 19 de março de 1946 em Bombaim. Seu pai, Maurice (Moussa) Wahba, nasceu na cidade de Mançura e cresceu no Cairo, Egipto, até que deixou o país em 1939 para viver em Bagdá, Iraque, onde conheceu à futura mãe de Rachel, Khatoon Sherbani, uma judia iraquiana. Sua avó materna, Massouda (Meeda), era uma judia iraquiana de Singapura que foi trazida a Bagdá como noiva e se casou com Fariam Sherbani.
Depois do Farhud, a família dela emigrou para Índia, onde ela nasceu em 1946. No entanto, depois da independência de Índia, no ano 1948, seu pai decidiu que eles se mudassem a Japão para gerenciar o negócio de seu irmão. Wahba, sua mãe e seu irmão mais jovem chegaram em 1950, graças à assistência da Cruz Vermelha já que devido ao Farhud, sua mãe e em consequência seus filhos não tinham nacionalidade.
Depois de chegar no Japão, a família esperou uns 20 anos para emigrar aos Estados Unidos. Quando chegaram à Califórnia, Wahba sentiu-se assombrada ao descobrir que sua cor de pele marrom (pouco apreciado em Japão e denominado kurombo ("escuro") foi um ponto a favor em Los Angeles. "como você conseguiu esse bronceado?" substituiu aos insultos que ela recebeu no Japão da pós-guerra. Tudo isso foi uma revelação para Wahba, quem cresceu numa comunidade multicultural, com uma sinagoga composta de judeus que imigraram de todo o mundo, para se dar conta mais tarde que os judeus estadounidenses da década de 1970 não entendiam como um judeu podia ser de origem norteafricano ou do Meio Oriente. Todo judeu estava definido pela métrica asquenazita. Para eles, o judeu oriental só existia na Torá.
Hoje, Wahba é uma conhecida activista no ensino da multiculturalidade do povo judeu, no qual o iídiche é apenas uma das muitas línguas e dialectos falados pelos judeus, incluindo os dialectos do judeu-árabe, o judeu-espanhol, o bukhori e outros, e que a cozinha judia é igualmente internacional.
Wahba pertence ao Conselho Consultivo da organização JIMENA (Jews Indigenous to the Middle East and North Africa).

## Carreira literária
Rachel Wahba tem publicado várias antologías relacionadas com o ser uma mulher judia de origem mizrahi e sefardita de pais egípcios e iraquianos e os sofrimentos padecidos pelos judeus que foram forçados a ser cidadãos de segunda classe (dhimmi) nos países onde suas famílias tinham residido por mais de dois mil anos, assim como ela tem escrito sobre a dominação cultural dos judeus asquenazitas em países como os Estados Unidos, onde foi difícil sua adaptação ao não compartilhar com estes sua língua, história ou comida, se fazendo muito difícil para ela o se identificar com os judeus americanos, os quais são maioritariamente de origem européia oriental. Este fenômeno é chamado ashkenormativity em inglês.
Wahba também tem publicado ensaios psicanalíticos e abordagens para trabalhar com mulheres, especialmente lésbicas.

## Vida pessoal
Rachel Wahba é também cofundadora e sócia (com sua ex-mulher, Judy Dlugacz), de Olivia Travel, uma agência de viagens focada em servir as clientes lésbicas. 
Rachel vive actualmente no Condado de Marin com sua neta, Rebecca.